# Erik van Rossum
Erik van Rossum (sinh ngày 27 tháng 3 năm 1963) là một cầu thủ bóng đá người Hà Lan.

## Sự nghiệp câu lạc bộ
Erik van Rossum đã từng chơi cho Verdy Kawasaki.

## Thống kê câu lạc bộ

### J.League
| Đội            | Năm       | J.League | J.League | J.League Cup | J.League Cup | Tổng cộng | Tổng cộng |
| Đội            | Năm       | Trận     | Bàn      | Trận         | Bàn          | Trận      | Bàn       |
| -------------- | --------- | -------- | -------- | ------------ | ------------ | --------- | --------- |
| Verdy Kawasaki | 1993      | 17       | 0        | 8            | 0            | 25        | 0         |
| Tổng cộng      | Tổng cộng | 17       | 0        | 8            | 0            | 25        | 0         |